# Chanté Grainger
Chanté Grainger (* 1999) ist eine südafrikanische Schauspielerin.

## Leben
Grainger wurde im Jahr 1999 in Südafrika geboren. Sie wuchs mit Englisch und Afrikaans als Muttersprachen bilingual auf. Von 2018 bis 2020 studierte sie an der Schauspielfakultät der Universität Stellenbosch. Während ihrer Studienzeit wirkte sie an mehreren Theaterstücken des Adam Small Theatre Complex mit. Mit Beginn ihres Studiums erhielt sie die Rolle der Jamie-Lee Kampher in der südafrikanischen Fernsehserie Arendsvlei, die sie ab der vierten Staffel regelmäßig verkörperte. In der fünften Staffel war sie nur noch vereinzelt zu sehen. Insgesamt spielte sie die Rolle in insgesamt 42 Episoden. 2021 erhielt sie eine Episodenrolle in der Fernsehserie The Watch. 2023 wird sie in einer Episode des Netflix Originals One Piece die Rolle der Bankina, Mutter des von Jacob Gibson dargestellten Lysop, verkörpern.

## Filmografie (Auswahl)
- 2018: Arendsvlei (Fernsehserie, 42 Episoden)
- 2021: The Watch (Fernsehserie, Episode 1x03)
- 2023: One Piece (Fernsehserie, Episode 1x03)

## Theater (Auswahl)
- 2018: The Vagina Monologues, Regie: Meghan Forsyth, Adam Small Theatre Complex
- 2018: Inner Voice, Regie: Amber Fox-Martin, Adam Small Theatre Complex
- 2019: Midsummer Night's Dream, Adam Small Theatre Complex, Regie: Dr. Mareli Pretorius